# La Rita (Piura)
La Rita es una villa peruana ubicada en el distrito de Tambogrande, perteneciente a la provincia y departamento de Piura, al norte del Perú. 

## Ubicación
La Rita se ubica al este de la provincia de Piura, en el distrito de Tambogrande, en el departamento de Piura.

## Demografía
En 2017 La Rita tenía una población de 3973 habitantes.
| Gráfica de evolución demográfica de La Rita entre 1993 y 2017 |
|                                                               |
| Fuentes: Población 1993 y 2017                                |